# 게리 트렌트 주니어

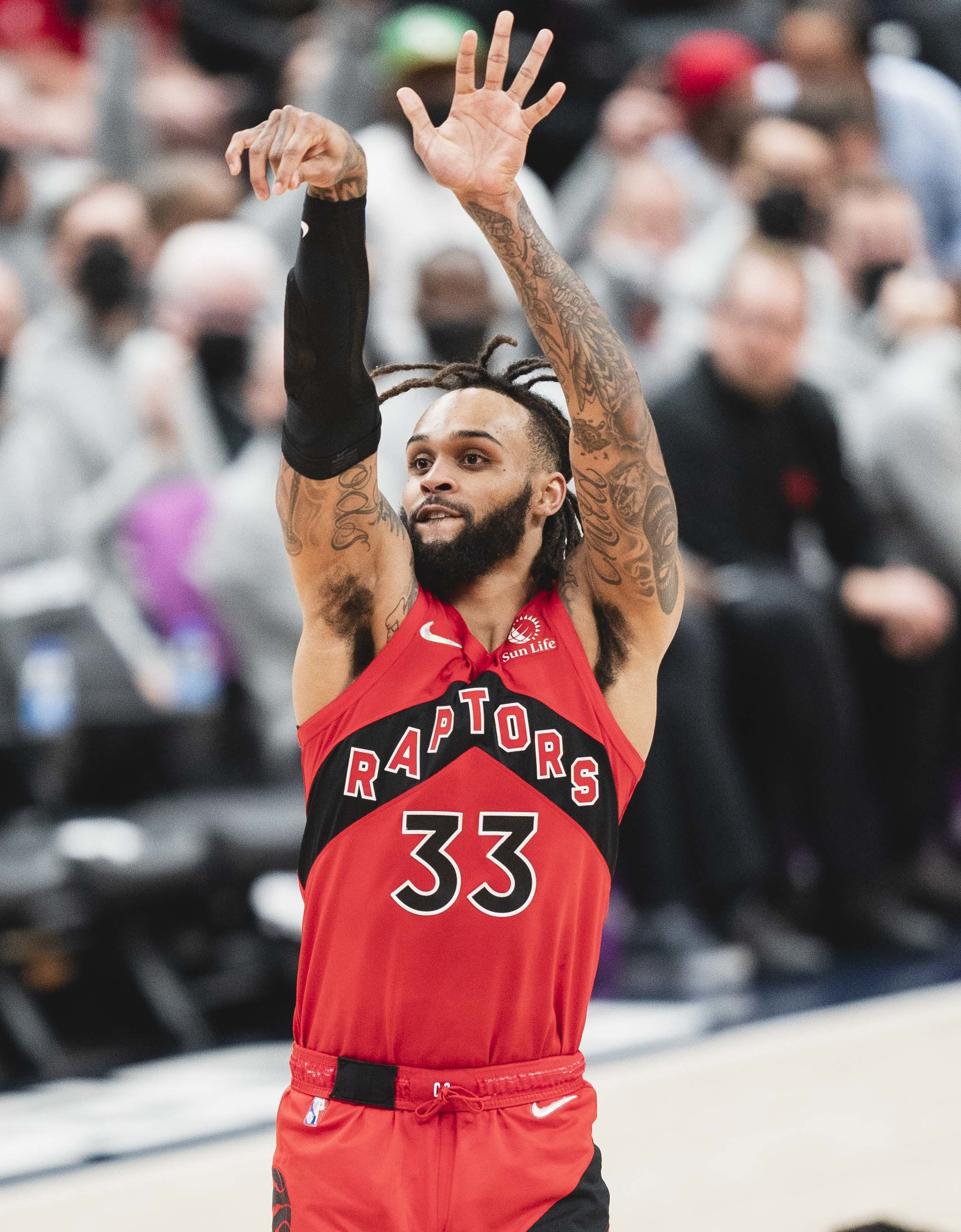
2022년 토론토 랩터스에서의 모습

게리 트렌트 주니어(Gary Trent Jr., 본명: 게리 다자운 트렌트 주니어, Gary Dajaun Trent Jr., 1999년 1월 18일 ~ )는 전미 농구 협회(NBA) 밀워키 벅스의 프로 농구 선수이다. 듀크 블루 데빌스(Duke Blue Devils)에서 대학 농구를 했다.

## 어린 시절
게리는 록산느 홀트와 미국의 전 프로 농구 선수였던 게리 트렌트의 아들이다. 그에게는 게리슨, 그레이슨 및 그레이던이라는 세 형제가 있다. 게리의 아버지인 게리 트렌트 시니어는 1993년 미국 올림픽 페스티벌 북부 팀에서 활약하여 4-0 기록을 달성하고 금메달을 획득했다. 또한 오하이오 대학에서 농구를 했고 포틀랜드 트레일블레이저스, 토론토 랩터스, 밀워키 벅스, 댈러스 매버릭스, 미네소타 팀버울브스에서 9년 동안 NBA에서 뛰었고 그리스와 이탈리아에서도 경쟁했다.
트렌트 주니어는 미네소타주 애플밸리 (미네소타주)에 있는 애플 밸리 고등학교에 처음 다녔다. 2학년 때 경기당 평균 21.5득점을 기록했다. 주니어 시절 경기당 평균 26.4득점, 경기당 5.8리바운드를 기록했으며, 게토레이 미네소타 올해의 선수, 1군 미니애폴리스 올 메트로 영예를 얻었으며 맥스프렙스에 의해 1군 주니어 올 아메리칸으로 선정되었다. 트렌트 주니어는 AAU 팀인 하워드 풀리 팬더스의 나이키 EYBL 서킷에서 경기당 평균 22.2점을 기록했다.
4학년이 되기 전에 트렌트 주니어는 캘리포니아주 나파에 있는 프롤리픽 프렙 아카데미로 편입하기로 결정했다. 선배로서 그는 경기당 평균 31.8득점, 6.4리바운드, 3.8어시스트를 기록하며 팀 전체 기록을 29승 3패로 이끌었다. 고학년 이후 2017 조던 브랜드 클래식과 2017 맥도널드 올 아메리칸 보이스 게임에 모두 출전하도록 선정되었다.

### 리크루트
트렌트 주니어는 5성급 신입 선수로 평가되었으며 Scout.com, Rivals.com 및 ESPN에서 2017년 고등학교 수업 최고의 선수 중 한 명으로 간주되었다. 트렌트 주니어(트렌트 주니어)는 2017년 고등학교 전체 신입 선수 8번과 슈팅가드 1번으로 선정됐다.